# Apalochlamys spectabilis
 Apalochlamys spectabilis  (Labill.) J.H.Willis, 1967 è una specie di pianta angiosperma dicotiledone della famiglia delle Asteraceae (sottofamiglia Asteroideae, tribù Gnaphalieae e sottotribù Gnaphaliinae).  Apalochlamys spectabilis è anche l'unica specie del genere  Apalochlamys  Cass., 1828.

## Etimologia
Il nome del genere (Apalochlamys) deriva dal greco "apalo-" (= senza, debole) e "chlamys"  (= mantello) e si riferisce all'involucro morbido.  L'epiteto specifico (spectabilis) deriva dal latino e significa "degno di essere osservato".
Il nome scientifico della specie è stato definito dai botanici Jacques Julien Houtou de Labillardière (1755-1834) e James Hamlyn Willis (1910-1995) nella pubblicazione " Muelleria; an Australian Journal of Botany. Melbourne" (Muelleria 1: 160) del 1967. Il nome scientifico del genere è stato definito dal botanico Alexandre Henri Gabriel de Cassini (1781-1832) nella pubblicazione " Dictionnaire des Sciences Naturelles, dans lequel on traite méthodiquement des différens êtres de la nature, considérés soit en eux-mêmes, d'aprés l'état actuel de nos connoissances, soit relativement à l'utilité quén peuvent retirer la médecine, l'agriculture, le commerce et les arts. Strasbourg. Edition 2" (Dict. Sci. Nat., ed. 2. [F. Cuvier] 56: 223) del 1828.

## Descrizione
Portamento. Le specie di questa voce ha un habitus di tipo erbaceo perenne (o bienne). La pianta è aromatica e può possedere peli ghiandolari. I cauli di queste piante sono provvisti del floema, ma non di canali resiniferi; mentre i sesquiterpeni lattoni sono normalmente assenti (piante senza lattice).
Fusto. La parte aerea in genere è eretta, semplice, bianca e tomentosa. Altezza media 1 - 2 metri.
Foglie. Le foglie in sono disposte in modo alternato e sono quasi sempre sessili (amplessicauli). La lamina è intera e ampia con forme da lanceolate a oblunghe; i margini sono continui a volte crenati. La superficie è tomentosa o lanosa sulla superficie inferiore; verde e ghiandolare-pubescente su quella superiore. Dimensione delle foglie: lunghezza 6 – 10 cm; larghezza 15 – 25 mm
Infiorescenza. Le sinflorescenze sono composte da diversi capolini raccolti in formazioni di panicoli piramidali. Le infiorescenze vere e proprie sono formate da un capolino sessili di tipo disciforme (con fiori eterogami). I capolini sono formati da un involucro, con forme da cilindriche a campanulate, composto da diverse brattee, al cui interno un ricettacolo fa da base ai fiori. Le brattee, glabre a consistenza cartacea e colorate di bruno, sono disposte in modo più o meno embricato su più serie e possono essere connate alla base (strati di stereoma indiviso);  talora possono avere un margine ialino. Il ricettacolo è provvisto di pagliette a protezione della base dei fiori; la forma è conica. Lunghezza della sinflorescenza: 15 – 40 cm.
Fiori.  I fiori sono tetra-ciclici (formati cioè da 4 verticilli: calice – corolla – androceo – gineceo) e pentameri (calice e corolla formati da 5 elementi). Sono inoltre tubulosi, attinomorfi e si distinguono in:
- fiori del disco esterni: sono assenti;
- fiori del disco centrali (da 4 a 16 per capolino): sono ermafroditi; la forma è tubulare;

In questo gruppo di piante i fiori radiati (ligulati o del raggio) sono assenti; a volte sono confusi con i fiori femminili (tubulosi) del disco esterno più o meno sub-zigomorfi con un lembo piatto e possono essere interpretati come fiori del raggio.
- Formula fiorale:

*/x K {\displaystyle \infty }, [C (5), A (5)], G 2 (infero), achenio
- Calice: i sepali del calice sono ridotti ad una coroncina di squame.
- Corolla: la forma della corolla normalmente è tubolare con 5 lobi (raramente 4); i lobi hanno una forma deltata o più o meno lanceolata. I colori della corolla sono giallo e varietà. Lunghezza della corolla: 2,5 – 3 mm.
- Androceo: l'androceo è formato da 5 stami sorretti da filamenti generalmente liberi; gli stami sono connati e formano un manicotto circondante lo stilo; le teche (produttrici del polline) sono prive di sperone, ma hanno la coda (una sola); le appendici apicali delle antere hanno delle forme piatte; il tessuto endoteciale (rivestimento interno dell'antera) è quasi sempre polarizzato (con due superfici distinte: una verso l'esterno e una verso l'interno). Il polline è di tipo echinato (con punte sporgenti) a forma sferica è formato inoltre da due strati di ectesine, mentre lo strato basale è spesso e regolarmente perforato (tipo “gnafaloide”).[9]
- Gineceo: l'ovario è infero uniloculare formato da 2 carpelli. Lo stilo (il recettore del polline) è intero o biforcato con due stigmi nella parte apicale. Gli stigmi hanno una forma troncata; possono essere ricoperti da minute papille o avere dei penicilli apicali. Le superfici stigmatiche sono separate.[9]
- Fioritura: estate-autunno.

Frutti. I frutti sono degli acheni con pappo. Gli acheni sono piccoli a forma ellissoide-cilindrica; la superficie può essere ricoperta di tricomi glandolari (oppure glabra); il pericarpo può essere percorso longitudinalmente da alcuni (da 4 a 7) fasci vascolari o coste. Il pappo è formato da 12 - 18 setole capillari (piumose o barbate) connate in un anello. Lunghezza degli acheni: 0,7 mm. Lunghezza del pappo: 2,5 mm.

## Biologia
Impollinazione: l'impollinazione avviene tramite insetti (impollinazione entomogama tramite farfalle diurne e notturne).

Riproduzione: la fecondazione avviene fondamentalmente tramite l'impollinazione dei fiori (vedi sopra).

Dispersione: i semi (gli acheni) cadendo a terra sono successivamente dispersi soprattutto da insetti tipo formiche (disseminazione mirmecoria). In questo tipo di piante avviene anche un altro tipo di dispersione: zoocoria. Infatti gli uncini delle brattee dell'involucro (se presenti) si agganciano ai peli degli animali di passaggio disperdendo così anche su lunghe distanze i semi della pianta. Inoltre per merito del pappo il vento può trasportare i semi anche a distanza di alcuni chilometri (disseminazione anemocora).

## Distribuzione e habitat
La specie di questa voce è distribuita in Australia meridionale e Tasmania. Cresce su dune e suoli sabbiosi vicino al mare, spesso in siti disturbati.

## Tassonomia
La famiglia di appartenenza di questa voce (Asteraceae o Compositae, nomen conservandum) probabilmente originaria del Sud America, è la più numerosa del mondo vegetale, comprende oltre 23.000 specie distribuite su 1.535 generi, oppure 22.750 specie e 1.530 generi secondo altre fonti (una delle checklist più aggiornata elenca fino a 1.679 generi). La famiglia attualmente (2021) è divisa in 16 sottofamiglie; la sottofamiglia Asteroideae è una di queste e rappresenta l'evoluzione più recente di tutta la famiglia.

### Filogenesi
Il genere della specie di questa voce è descritto nella tribù Gnaphalieae, una delle 21 tribù della sottofamiglia Asteroideae. Da un punto di vista filogenetico, la tribù Gnaphalieae fa parte del supergruppo (o sottofamiglia) "Asteroideae grade"; l'altro è il supergruppo "Non-Asteroideae" contenente il resto delle sottofamiglie delle Asteraceae. All'interno del supergruppo è vicina alle tribù Senecioneae, Calenduleae, Astereae e Anthemideae.
La sottotribù Gnaphaliinae è caratterizzata da portamenti di vario tipo con specie ginomonoiche e monoiche, da foglie con margini interi, da capolini disciformi omogami o eterogami e raramente radiati (o subradiati), dallo stilo con rami troncati e superfici stigmatiche separate apicalmente, da acheni glabri o con tricomi allungati e pappo ridotto.
Il genere  Apalochlamys della specie di questa voce appartiene al gruppo Australasian clade, un gruppo informale monofiletico della sottotribù Gnaphaliinae diviso in quattro sottocladi: Angianthus (specie effimere dell'Australia occidentale), Waitzia (specie perenni dell'Australia orientale), Cassinia (specie con portamento arbustivo) e Euchiton (specie perenni simili a piante lanose e alpine).In particolare il genere di questa voce è posizionato nel subclade "Cassinia 2" che insieme ai cladi Cassinia 1 e Euchiton formano un "gruppo fratello"..
I caratteri distintivi della specie  Apalochlamys spectabilis sono:
- le sinflorescnze sono formate da panicoli di capolini;
- il ricettacolo è conico ed ha le pagliette.

### Sinonimi
Sono elencati alcuni sinonimi per questa entità:
- Calea spectabilis Labill.
- Cassinia spectabilis  (Labill.) R.Br.
- Apalochlamys billardierei  DC.
- Apalochlamys endlicheri  DC.
- Apalochlamys kerrii  DC.
- Cassinia spathulata  Endl. ex Steud.